# Campionati africani di lotta 1985
I campionati africani di lotta 1985 sono stati la 6ª edizione della manifestazione continentale organizzata dalla FILA. Si sono svolti il 20 dicembre 1985 a Casablanca in Marocco. 

## Podi

### Uomini

#### Lotta libera
| Evento   | Oro                            | Argento                          | Bronzo                   |
| 48 kg    | Abdelmalek Samir Egitto        | Said Hafidi Tunisia              | Ali Bentelli Marocco     |
| 52 kg    | Faraj Abderrahmane Egitto      | Boutchich Choukri Tunisia        | Talla Diaw Senegal       |
| 57 kg    | Hanine Abdelilah Marocco       | Mahmoud Moustafa Fathalla Egitto | Hassane Dione Senegal    |
| 62 kg    | Brahim Loksairi Marocco        | Habib Lakhal Tunisia             | Said Mohamed Egitto      |
| 68 kg    | Eddine Houssam Egitto          | Hassan Said Souaken Marocco      | Jaune Allon Senegal      |
| 74 kg    | Mohamed El Fatah Egitto        | Hassan Said Souaken Marocco      | Bensalah Kais Tunisia    |
| 82 kg    | Mohamed Al Achram Egitto       | Oumar Ngom Senegal               | Abdallah Attar Marocco   |
| 90 kg    | Salah Iddine Abdelkader Egitto | Ismaila Ndoy Senegal             | Mamadou Dialo Mauritania |
| 100 kg   | Omar Ibrahimi Egitto           | Omar Samba Sy Mauritania         | Jabeur Dridi Tunisia     |
| + 100 kg | Habib Chikhi Tunisia           | Hassan Adil Egitto               | Bounama Touré Senegal    |

#### Lotta greca-romana
| Evento   | Oro                         | Argento                    | Bronzo                  |
| 48 kg    | Abdelhamid Saed Egitto      | Ali Bentelli Tunisia       | Mohamed Sakhi Marocco   |
| 52 kg    | Samir Kamal Egitto          | Boutchich Choukri Tunisia  | Ousaynou Senegal        |
| 57 kg    | Kacem Bouallouche Marocco   | Abderrrahmane Imad Egitto  | Hassan Dioup Senegal    |
| 62 kg    | Abd El Latif Khalafa Egitto | Habib Lakhal Tunisia       | Brahim Loksairi Marocco |
| 68 kg    | Hassan Said Souaken Marocco | Abdelwaheb Chaabane Egitto | Aliou Dioune Senegal    |
| 74 kg    | Mohamed Abdellatif Egitto   | Bensalah Kais Tunisia      | Marhoum Moussa Marocco  |
| 82 kg    | Saud Rafatm Egitto          | Mounji Boucetta Tunisia    | Abdallah Attar Marocco  |
| 90 kg    | Kamal Abdou Egitto          | Ismaila Senegal            | Adam Ba Mauritania      |
| 100 kg   | Ahmed Mohamed Egitto        | Jabeur Dridi Tunisia       | Bounama Touré Senegal   |
| + 100 kg | Hassan Abdou Egitto         | Benaceur Khalifa Tunisia   | Jamal Labbardi Marocco  |

## Medagliere
La nazione ospitante è evidenziata.
| Pos.   | Paese      | Oro | Argento | Bronzo | Totale |
| ------ | ---------- | --- | ------- | ------ | ------ |
| 1      | Egitto     | 15  | 4       | 1      | 20     |
| 2      | Marocco    | 4   | 3       | 6      | 13     |
| 3      | Tunisia    | 1   | 9       | 3      | 13     |
| 4      | Senegal    | 0   | 3       | 8      | 11     |
| 5      | Mauritania | 0   | 1       | 2      | 3      |
| Totale | Totale     | 20  | 20      | 20     | 20     |